# Alonso de Córdoba
Alonso de Córdoba Gómez (Valdepeñas, Reino de Toledo (Corona de Castilla), 1505 – Santiago de Chile, 11 de abril de 1589) fue un español que participó en la expedición de Pedro de Valdivia a Chile.

## Biografía
Contrajo matrimonio con Olalla de Merlo, nacida en España. (Merlo es un apellido común en Valdepeñas). Llegó al Perú en 1534, y a Chile en 1540, junto con Pedro de Valdivia.

### Cargos que desempeñó
- Encomendero en la ciudad de Santiago, con solares en la ciudad.
- Regidor de la ciudad en 1548, 1568 y 1580.
- Alcalde de la ciudad de Santiago en 1559, 1562, y 1581.

Le pagan con la Encomienda de El Quisco. La Quebrada y Estero de desaguan en Isla Negra llevan su apellido 

## Homenaje
Hoy, una importante avenida que cruza las comunas de Las Condes y Vitacura llamada Alonso de Córdova que no debe ser confundida. La calle refiere al Maestre de Campo Don Alonso de Figueroa y Córdoba quien fue gobernador interino de Chile en 1649.